# Hexatoma (Eriocera) angustissima
Hexatoma (Eriocera) angustissima is een tweevleugelige uit de familie steltmuggen (Limoniidae). De soort komt voor in het Oriëntaals gebied.